# Staibia
Staibia är ett släkte av svampar. Staibia ingår i familjen Leptopeltidaceae, ordningen Microthyriales, klassen Dothideomycetes, divisionen sporsäcksvampar och riket svampar.
|         | Leptopeltis                       |
|         |                                   |
|         | Ronnigeria                        |
|         |                                   |
|         | Nannfeldtia                       |
|         |                                   |
|         | Leptopeltopsis                    |
|         |                                   |
|         | Dothiopeltis                      |
|         |                                   |
| Staibia | \| \| Staibia connari \| \| \| \| |
|         | \| \| Staibia connari \| \| \| \| |
|         | Phacidina                         |
|         |                                   |
|         | Staibia connari                   |
|         |                                   |

|  | Staibia connari |
|  |                 |